# Pseudoscalaire
 (mai 2015).
En physique, un pseudoscalaire est une grandeur physique représentée par un nombre, qui se présente donc comme un scalaire, mais qui change de signe lorsque le système physique subit une symétrie ou une inversion polaire.
En physique, on parle aussi de particules pseudoscalaires, par abus de langage, puisqu'en réalité ce n'est que l'une des propriétés de la particule, telle que la charge, qui est une quantité pseudoscalaire.

## Règles de composition
- Le produit scalaire d'un vecteur et d'un pseudovecteur est un pseudoscalaire.
- Le produit d'un scalaire et d'un pseudoscalaire est un pseudoscalaire.
- Un vecteur multiplié par un pseudoscalaire est un pseudovecteur.
- Un pseudovecteur multiplié par un pseudoscalaire est un vecteur.
- Le produit de deux pseudoscalaires est un scalaire.

Ces règles sont résumées par la grandeur d'orientation de ces différentes entités, qui suivent les règles de composition d'un groupe de Klein.

### Symétries et inversions polaires
L'exemple prototype est le produit mixte de trois vecteurs, qui peut s'écrire comme le produit scalaire du premier par le produit vectoriel des deux autres :
{\displaystyle V=|\det({\vec {v}}_{1},{\vec {v}}_{2},{\vec {v}}_{3})|={\vec {v}}_{1}\cdot ({\vec {v}}_{2}\wedge {\vec {v}}_{3})={\vec {v}}_{1}\cdot {\vec {S}}_{23}}
Pour mémoire, le produit vectoriel est antisymétrique, c'est-à-dire que {\displaystyle {\vec {v}}_{2}\wedge {\vec {v}}_{3}=-{\vec {v}}_{3}\wedge {\vec {v}}_{2}}. De ce fait, si une symétrie conduit par exemple à permuter {\displaystyle {\vec {v}}_{2}} et {\displaystyle {\vec {v}}_{3}}, on aura :
{\displaystyle V'=|\det({\vec {v}}_{1},{\vec {v}}_{3},{\vec {v}}_{2})|={\vec {v}}_{1}\cdot ({\vec {v}}_{3}\wedge {\vec {v}}_{2})={\vec {v}}_{1}\cdot -({\vec {v}}_{3}\wedge {\vec {v}}_{2})=-V}
La symétrie change donc le signe de cette mesure. De même, par rapport à une symétrie centrale qui inverse le sens des trois vecteurs, dans la mesure où les deux opérations concernées sont des opérations linéaires, on aura :
{\displaystyle V'=|\det(-{\vec {v}}_{1},-{\vec {v}}_{2},-{\vec {v}}_{3})|=-{\vec {v}}_{1}\cdot (-{\vec {v}}_{2}\wedge -{\vec {v}}_{3})=(-1)\cdot {\vec {v}}_{1}\cdot (-1\cdot -1)({\vec {v}}_{2}\wedge {\vec {v}}_{3})=-V}
Ici encore, la symétrie centrale change le signe du résultat.

### Dimension et convention d'orientation
On peut remarquer que le produit mixte de trois vecteurs correspond au volume du parallépipède  définit par cette base : si le volume est un pseudo-scalaire, comment peut-il prendre une valeur négative suivant l'orientation retenue pour la base? En réalité, physiquement, il n'existe pas de « volume négatif » (dont serait fait le sac de voyage de Mary Poppins) dont la superposition avec un système physique de volume positif donnerait un système composé de volume globalement nul, ou du moins réduit. Physiquement, tous les volumes sont de même signe, indépendamment de la convention de repérage : et par convention, ils sont comptés positivement.
C'est pour cette raison que dans la formule du produit mixte, le résultat est en pratique pris en valeur absolue.
Sur le plan de la dimensionnalité, le volume physique peut dans ce cas être considéré comme le produit du volume mathématique de l'objet physique (pseudoscalaire potentiellement négatif), multiplié (ou divisé) par le « volume » du référentiel orthonormé (conventionnel et sans dimension, qui vaut 1 ou -1). Les deux « volumes » étant porteurs de la même convention, le résultat est toujours positif ; et :
Volume physique = volume mathématique / convention d'orientation.

## Autres exemples
D'autres exemples sont :
- La charge magnétique (indépendamment de savoir si une telle grandeur existe).
- Une vitesse de rotation.

À titre d'exemples :
- En algèbre géométrique, un pseudo-scalaire est multiple scalaire de l'élément de plus haut grade de l'algèbre {\displaystyle \mathbf {G_{n}} }[Quoi ?]. Par exemple, pour l'algèbre de l'espace euclidien {\displaystyle \mathbf {G_{2}} } l'élément de plus haut grade est donné par le produit géométrique des deux vecteurs de base {\displaystyle \mathbf {e_{1}e_{2}} }, qui est aussi le bivecteur défini par le produit extérieur {\displaystyle \mathbf {e_{1}\wedge e_{2}} }. Pour l'algèbre de l'espace euclidien {\displaystyle \mathbf {G_{3}} } l'élément de plus haut grade est donné par le produit géométrique des trois vecteurs de base {\displaystyle \mathbf {e_{1}e_{2}e_{3}} } qui est le produit extérieur {\displaystyle \mathbf {e_{1}\wedge e_{2}\wedge e_{3}} }. 
L'unité pseudo-scalaire est souvent notée I. Dans {\displaystyle \mathbf {G_{3}} } tout trivecteur ou 3-vecteur est un multiple du pseudo-scalaire {\displaystyle I=\mathbf {e_{1}\wedge e_{2}\wedge e_{3}} }. En {\displaystyle \mathbf {G_{2}} } et  {\displaystyle \mathbf {G_{3}} } le carré du pseudoscalaire est {\displaystyle \mathbf {I^{2}=-1} }, mais ce n'est pas une règle générale, cela dépend de la dimension de l'espace et de sa signature. Il y a une étroite relation entre l'algèbre à deux dimensions de {\displaystyle \mathbf {G_{2}} } et l'algèbre des nombres complexes, le pseudo-scalaire jouant le rôle du nombre imaginaire pur.
- Le produit mixte de trois vecteurs n'est pas invariant par une isométrie indirecte, par exemple une symétrie axiale : il change de signe. Un pseudoscalaire peut orienter un vecteur, ce qui fait de ce produit un pseudovecteur.
- En physique théorique, la « charge magnétique » d'un monopôle magnétique se comporte comme un pseudoscalaire.